# Station Sas van Gent
Station Sas van Gent is het voormalig spoorwegstation in Sas van Gent aan de spoorlijn 55 Gent - Terneuzen in Zeeuws-Vlaanderen. Het station werd geopend op 1 april 1869 en gesloten voor reizigersverkeer op 15 april 1939. Sindsdien is er nog goederenverkeer op de verbinding tussen Terneuzen en Zelzate.
Het stationsgebouw werd in 1869 gebouwd. Bijna 100 jaar later (in 1965) werd het gebouw gesloopt.